# Jelle Wallays
Jelle Wallays (Roeselare, 11 de maio de 1989) é um ciclista profissional belga, atualmente corre para a equipa belga Cofidis, Solutions Crédits. O seu irmão Jens também foi ciclista profissional.

## Palmarés
- 2010
  - Grande Prêmio Criquielion
  - Paris-Tours sub-23

- 2011
  - 3.º no Campeonato da Bélgica em Estrada

- 2013
  - 1 etapa do World Ports Classic

- 2014
  - Circuito de Houtland
  - Paris-Tours

- 2015
  - Através de Flandres
  - Grande Prêmio Criquielion
  - Dúo Normando (junto a Victor Campenaerts)

- 2016
  - Grande Prêmio Pino Cerami

- 2018
  - 1 etapa da Volta a San Juan
  - 1 etapa da Volta a Espanha

- 2019
  - Paris-Tours

## Resultados em Grandes Voltas
| Corrida            | Corrida            | 2011 | 2012 | 2013 | 2014 | 2015 | 2016 | 2017  | 2018  | 2019  | 2020 | 2021  |
| ------------------ | ------------------ | ---- | ---- | ---- | ---- | ---- | ---- | ----- | ----- | ----- | ---- | ----- |
|                    | Giro d'Italia      | —    | —    | —    | —    | —    | —    | —     | —     | —     | —    | —     |
|                    | Tour de France     | —    | —    | —    | —    | —    | —    | —     | —     | —     | —    | 131.º |
|                    | Volta a Espanha    | —    | —    | —    | —    | —    | 92.º | 151.º | 143.º | 144.º | —    | —     |
| Mundial em Estrada | Mundial em Estrada | —    | —    | —    | —    | —    | —    | —     | —     | —     | —    | —     |

—: não participa

Ab.: abandono

## Equipas
- Topsport Vlaanderen (2010[1]-2015)
  - Topsport Vlaanderen-Mercator (2010-2012)
  - Topsport Vlaanderen-Baloise (2013-2015)
- Lotto Soudal (2016-2020)
- Cofidis, Solutions Crédits[2] (2021-)